# Mitrella rorida
Mitrella rorida är en snäckart. Mitrella rorida ingår i släktet Mitrella och familjen Columbellidae. Inga underarter finns listade i Catalogue of Life.